# 安徽省怀远第一中学
安徽省怀远第一中学，简称怀远一中，是安徽省蚌埠市的一所高级中学，为安徽省示范高中。

## 校史
怀远一中前身为1903年由美国传教士柯德义创办的教会学校，时名含美学堂。1912年，改名为含美中学。1929年，与启慧女中合并为“私立淮西中学”。1949年后，学校先后更名为“怀远联合中学”、“建新中学”、“怀远县立中学”、“安徽省怀远中学”。1960年，学校被确定为安徽省重点中学。1978年，定名为“安徽省怀远第一中学”。2003年，学校被评为安徽省示范性高级中学。

## 现状
怀远一中现有90个教学班，学生5000多人。有教职工336人，其中特级教师2人，正高级教师1人，高级教师121人，全国优秀教师6人。

## 知名校友
- 张本仁：中国科学院院士
- 张裕恒：中国科学院院士
- 王宗银：曾任中国运载火箭技术研究院党委书记
- 何成：教育部“长江学者”特聘教授